# Цват липе на Балкану (ТВ серија)
Цват липе на Балкану је телевизијска серија од 13 епизода, настала према роману Гордане Куић. То је други део серије Мирис кише на Балкану.
Снимање серије, у режији Ивана Стефановића, трајало је четири месеца на локацијама у Београду, Дубровнику, Котору и Атељеу IV у Авала филму. Радња је смештена у Београд, у период од 1945. до 1964. године.
| Глумац                      | Улога                             |
| --------------------------- | --------------------------------- |
| Невена Ристић               | Вера (Инда) Кораћ                 |
| Весна Станојевић            | Бланки (Бранка) Кораћ             |
| Слободан Ћустић             | Марко Кораћ                       |
| Наташа Нинковић             | Рифка “Рики” Салом                |
| Душанка Стојановић Глид     | Нина Игњатић                      |
| Војин Ћетковић              | Душан Антић                       |
| Радивоје Буквић             | Синиша Соколовић                  |
| Александар Срећковић Кубура | Владета Драгутиновић “Драгу”      |
| Паулина Манов               | Смиљка Стокић                     |
| Дара Џокић                  | Клара Валић                       |
| Тијана Чуровић              | Бека Арсенијевић                  |
| Јаков Јевтовић              | Мајор Дејан Спасић                |
| Наташа Марковић             | Лепава Грдић                      |
| Предраг Смиљковић           | Светозар Грдић                    |
| Маријана Андрић             | Андријана “Рина” Божовић          |
| Нина Јанковић               | Светлана “Лана” Лазић             |
| Марија Пикић                | Катарина “Каћа” Арсенијевић       |
| Вања Милачић                | Ружица                            |
| Срђан Тимаров               | Пол Валић                         |
| Мина Лазаревић              | Љубинка Матејић                   |
| Љубомир Тадић               | Шкоро Игњатић                     |
| Бранка Пујић                | Меланија Божовић                  |
| Драгана Ђукић               | Надица Лазић                      |
| Владимир Милојевић          | Хусеин                            |
| Борка Томовић               | Диди Мортон                       |
| Александар Лазић            | Сташа Несторовић                  |
| Александар Филимоновић      | Тимоти                            |
| Борис Пинговић              | Милош Ранковић / Предраг Ранковић |
| Нела Михаиловић             | комшиница Ваја                    |
| Бранислав Зеремски          | Моша Вајс                         |
| Ерол Кадић                  | Моша Пијаде                       |
| Милан Цаци Михаиловић       | доктор Липман                     |
| Никола Ранђеловић           | Садик Хазини                      |
| Бојан Кривокапић            | удбаш 1                           |
| Небојша Ђорђевић            | удбаш 2                           |
| Предраг Милетић             | Марков пријатељ                   |

| Бр. еп. (укупно) | Бр. еп. (у сезони) | Наслов | Редитељ         | Сценариста         | Премијера          |
| --- | ------------------ | ------ | --------------- | ------------------ | ------------------ |
| 1 | 1                  |        | Иван Стефановић | Ђорђе Милосављевић | 30. октобар 2011.  |
| Шта се догодило са сестрама Салом 30 година после Другог светског рата? Радња серије „Цват липе на Балкану“ смештена је у поратни Београд, од 1945. до половине 60-их година. У времену великих послератних промена, док Београд вида ране настале у рату, једна породица покушава да сачува традиционалне вредности, али и да се прилагоди новом времену. Прича је то о одрастању једне девојчице, њеној младости, пријатељствима, љубавима. |                    |        |                 |                    |                    |
| 2 | 2                  |        | Иван Стефановић | Ђорђе Милосављевић | 6. новембар 2011.  |
| Марковим повратком из затвора, у Бору нормализује се живот у кући Кораћа. Климатски услови у Београду утичу на погоршање Шкориног здравља, па он и Нина селе у Дубровник. Рики поново улази у везу са бившим новинаром, а сада партизанским пуковником Душаном Антићем. На врло необичан начин мајор Спасић среће жену свог живота. |                    |        |                 |                    |                    |
| 3 | 3                  |        | Иван Стефановић | Ђорђе Милосављевић | 13. новембар 2011. |
| Кратко је трајала срећа мајора Спасића, у тешким тренуцима великог историјског прелома он се нашао на погрешној страни и одведен је на Голи оток. Марко коначно успева да добије посао у представништву неке босанске фирме што ће му омогућити и да добије право боравка у Београду. Рики има све веће неспоразуме са Душаном и не уме да нађе начин како би их превазишла, посао који добија у Народном позоришту за трен ће јој поправити расположење. У собу мајора Спасића усељавају се нови станари...                                                                                                  |                    |        |                 |                    |                    |
| 4 | 4                  |        | Иван Стефановић | Ђорђе Милосављевић | 20. новембар 2011. |
| У покушају да избегне долазак још једних сустанара, Рики тражи помоћ од председника скупштине Југославије Моше Пијаде. Ту упознаје његову секретарицу Смиљку Костић, која зна пуковника Душана Антића још из партизанских дана. Њих две се зближавају и Рики одлучује да уприличи састанак Смиљке и Душана. Коначно се јавља сестра Клара из Америке... Сустанари Кораћевих Грдићи туже Рики због увреда... |                    |        |                 |                    |                    |
| 5 | 5                  |        | Иван Стефановић | Ђорђе Милосављевић | 27. новембар 2011. |
| Однос Рики и Душана постаје све компликованији, Душан жели да се ожени али Рики одлучно одбија његову понуду и у њихов живот све више уводи Смиљку са јасном идејом да их споји. На суђењу са Грдићима, Рики признаје кривицу и плаћа новчану казну. У посету породици Кораћ из Америке долази Диди Мортон са мужем и децом и доноси понуду да Рики оперише кук у Њујорку. Душан се жени са Смиљком и добија место конзула у Немачкој. |                    |        |                 |                    |                    |
| 6 | 6                  |        | Иван Стефановић | Ђорђе Милосављевић | 4. децембар 2011.  |
| Суђења Кораћевих са Грдићима око проблема у заједничком стану стално се понављају, али овај пут, за промену, спор добија Рики.Она се спрема да иде у Америку на операцију кука и после више безуспешних покушаја на Душанову интервенцију добија пасош и визу. Пред одлазак, Рики води Инду у позориште где ће она упознати младог глумца Синишу Соколовића. Са вишегодишње робије на Голом отоку, враћа се мајор Спасић... |                    |        |                 |                    |                    |
| 7 | 7                  |        | Иван Стефановић | Ђорђе Милосављевић | 11. децембар 2011. |
| Бивши мајор и затвореник Спасић жени се са Беком Арсенијевић и одлазе да живе на селу у Сврљишком крају. Рики у Њујорку успешно оперише кук и помаже сестри Клари да превазиђе неспоразуме са сином Полом. У Дубровнику умире Шкоро, Бланки и Инда иду на сахрану, а неколико дана касније на Страдуну Инда сусреће Београдског глумца Синишу Соколовића... |                    |        |                 |                    |                    |
| 8 | 8                  |        | Иван Стефановић | Ђорђе Милосављевић | 18. децембар 2011. |
| Инда и Рина гледају у позоришту Синишу Соколовића као Ромеа и ту ће наша јунакиња сазнати болну истину да млади глумац има другу. Причу о Љубинки и Синиши Инди ће сурово испричати њена другарица Лана. Из Америке стиже чудо технике - фрижидер поклон Кларе и Рики за Кораћеве што, наравно, изазива нови спор са Грдићима. За то време у Њујорку траје сукоб између Пола и његове мајке Кларе око Полове женидбе, а Рики не успева да тај сукоб ублажи. Изненада у Индин живот поново се враћа Синиша Соколовић...                                                                                        |                    |        |                 |                    |                    |
| 9 | 9                  |        | Иван Стефановић | Ђорђе Милосављевић | 25. децембар 2011. |
| Летњи сусрет Инде и Синише у Дубровнику претвориће се у велико разочарење када га она види са Љубинком и схвати да су њих двоје у вези. Рики жели да се врати у Америку код Кларе, пре одласка се среће са Душаном од кога сазнаје да се он и Смиљка разводе. Индина другарица Рина преживљава велику драму јер сазнаје да су је родитељи лагали целог живота и да ништа није онако као што је изгледало... |                    |        |                 |                    |                    |
| 10 | 10                 |        | Иван Стефановић | Ђорђе Милосављевић | 1. јануар 2012.    |
| Драгу се жени и моли Рики да му буде кума, после свадбе она ће заувек напустити Београд и отићи у Њујорк да живи заједно са сестром Кларом. Клара тешко преживљава проблеме које има њен син Пол, и неће дочекати да се помири са сином. Индина љубав према Синиши Соколовићу биће на великим искушењима кад схвати да је Љубинка и даље у његовом животу. Присиљен да направи избор између њих две, Синиша ће изабрати Љубинку... |                    |        |                 |                    |                    |
| 11 | 11                 |        | Иван Стефановић | Ђорђе Милосављевић | 8. јануар 2012.    |
| Инда јако тешко преживљава растанак са Синишом и чини јој се да никада више неће моћи поново да се заљуби. Долази до новог сукоба Кораћевих са сустанарима Грдићима, Марко добија мождани удар али на крају, ипак, успеју да се договоре да заједнички стан преграде зидом од чврстог материјала. После извесног времена Синиша моли Инду да се помире и поново почну везу. И кад коначно изгледа да ће се њихова љубав остварити долази до трагедије... |                    |        |                 |                    |                    |
| 12 | 12                 |        | Иван Стефановић | Ђорђе Милосављевић | 15. јануар 2012.   |
| Ланин судар са стварношћу на дочеку нове 1964. године, оставиће тежак утисак и на њене другарице Рину и Инду. Испоставило се да је страни дипломата Хусеин ожењен, па разочарана Лана одлази да живи у Лондон и да тамо покуша да нађе богатог младожењу. Тетка Рики се враћа из Њујорка и води Инду на летовање у Дубровник, сусрешће се ту са Душаном, али ће то бити сасвим формално. Нина и Рики безуспешно покушавају да Инди нађу момка. Први пут у животу, две сестре Нина и Рики ће се растати без свађе, а после обиласка Сарајева Рики ће се вратити у Њујорк где ће проживети своје последње дане. |                    |        |                 |                    |                    |
| 13 | 13                 |        | Иван Стефановић | Ђорђе Милосављевић | 22. јануар 2012.   |
| Инда покушава да започне нови живот, на факултету упознаје Сташу Несторовића, наследника старе београдске породице. Одлази за Дубровник да се види са својим другарицама Рином и Ланом, пре тога ће се у Загребу, у старачком дому, последњи пут видети са тетком Нином која ту проводи своје последње дане. Лана је у Лондону ипак успела да пронађе богатог мужа и то сад слави са својим другарицама. После дуге болести умреће Марко Кораћ, а у Његошевој улици уместо старе липе радници саде нову. |                    |        |                 |                    |                    |